# Новоселовский сельский округ
Новосе́ловский се́льский окру́г (каз. Новоселов ауылдық округі) — административная единица в составе Шортандинского района Акмолинской области Республики Казахстан.
Административный центр — село Новосёловка.

## География
Административно-территориальное образование расположено в восточной части Шортандинского района. В состав сельского округа входит 4 населённых пункта.
Граничит с землями административных единиц:
- Аккольский район — на севере,
- Ерейментауский район — на востоке,
- Аршалынский район — на юге,
- сельский округ Бозайгыр — на юго-западе,
- сельский округ Бектау — на западе.

Сельский округ полностью окружает посёлок Жолымбет.
Территория сельского округа расположена в северных окраинах казахского мелкосопочника. Рельеф местности в основном представляет из себя равнину с малыми возвышенностями. Перепад высот незначительны; средняя высота округа — около 330 метров над уровнем моря. 
Гидрографическая сеть округа представлена рекой Ащылыайрык — которая берёт свое течение с территории округа.
Климат холодно-умеренный, с хорошей влажностью. Среднегодовая температура воздуха отрицательная и составляет около -3,7°С. Среднемесячная температура воздуха в июле достигает +19,8°С. Среднемесячная температура января составляет около -14,9°С. Среднегодовое количество осадков составляет около 400 мм. Основная часть осадков выпадает в период с июня по август.
Через территорию сельского округа с центра на запад проходит автодорога областного значения — КС-4 «Жолымбет — Шортанды — Пригородное».

## История
В 1989 году существовал как — Новоселовский сельсовет (сёла Новосёловка, Зерновое, Каратобинское, Новопервомайское).
В периоде 1991—1998 годов:
- Новоселовский сельсовет был преобразован в сельский округ;
- село Ошак было включено в состав сельского округа;

В 2005 году село Зерновое было упразднено.
В 2009 году село Первомайское было упразднено. 

## Население
| Численность населения | Численность населения | Численность населения |
| 1989                  | 1999                  | 2009                  |
| --------------------- | --------------------- | --------------------- |
| 1458                  | ↗1639                 | ↘1356                 |

## Состав
| № | Населённый пункт | Тип населённого пункта       | Население, 1989 | Население, 1999 | Население, 2009 |
| - | ---------------- | ---------------------------- | --------------- | --------------- | --------------- |
| 1 | Зерновое         | село, упразднено             | 154             | 52              | -               |
| 2 | Каратобинское    | село                         | 125             | 103             | 65              |
| 3 | Новопервомайское | село                         | 230             | 196             | 192             |
| 4 | Новосёловка      | село, административный центр | 949             | 936             | 860             |
| 5 | Ошак             | село                         | 345             | 246             | 222             |
| 6 | Первомайское     | село, упразднено             | -               | 106             | 17              |

## Местное самоуправление
Аппарат акима Новоселовского сельского округа — село Новосёловка, улица Абая, 22.
- Аким сельского округа — Жумагулова Динара Кайрбековна.